# Sint-Laurentiuskerk (Antwerpen)

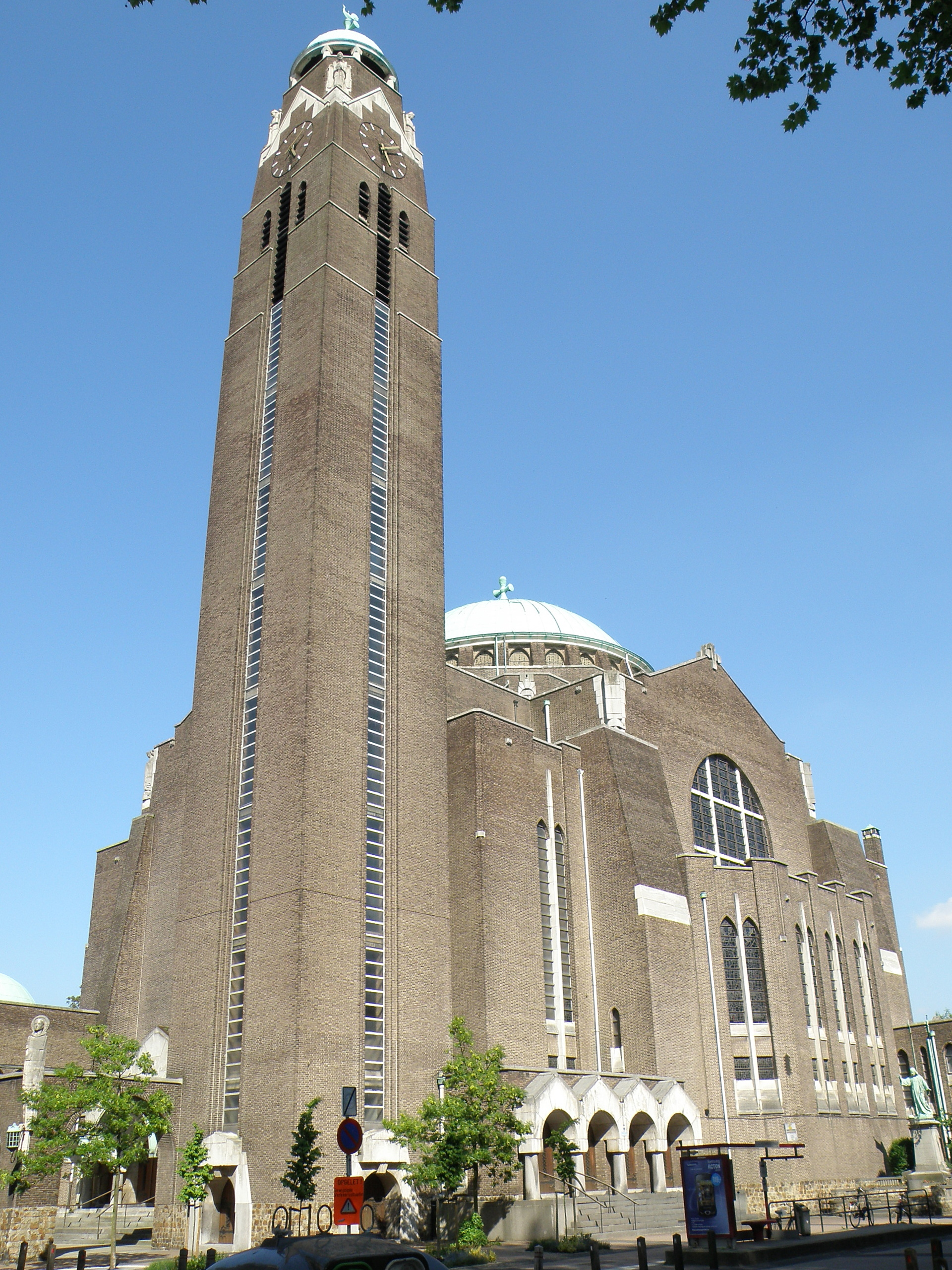
Sint-Laurentiuskerk

De Sint-Laurentiuskerk is een parochiekerk in de stad Antwerpen, gelegen aan de Van Schoonbekestraat 155. 

## Geschiedenis
Al in 1659 werd een parochie gesticht in de wijk Markgrave. De kerk stond aan de tegenwoordige Fransenplaats. In 1746-1747 werd de kerk zwaar beschadigd. In 1770-1777 werd een nieuwe kerk gebouwd naar ontwerp van C.F. Detraux. In 1814 werd deze om militaire redenen gesloopt. Van 1824 tot 1826 werd een nieuwe kerk gebouwd naar ontwerp van Pierre Bruno Bourla, en wel op de plaats van de huidige kerk. Van 1892 tot 1894 werd deze kerk vergroot.
Van 1932 tot 1934 werd deze kerk vervangen door een nieuw kerkgebouw, naar ontwerp van Jef Huygh. De toren en de dienstgebouwen volgden in 1939-1941. De kerk werd tijdens de Tweede Wereldoorlog enigszins beschadigd en werd daarna hersteld.

## Gebouw
Het betreft een naar het zuidoosten georiënteerd, bakstenen kerkgebouw in art-decostijl met neobyzantijnse stijlelementen. De plattegrond is vrijwel rechthoekig. Aan de zuidwestzijde bevindt zich de slanke klokkentoren en centraal boven de kerk bevindt zich een met koper bedekte koepel.
De centrale ruimte wordt omringd door een cirkelvormige tribune. Het kerkmeubilair is uit het tweede kwart van de 20e eeuw.
Voor het gebouw bevindt zich een Heilig Hartbeeld.